# Hesperophanes
Hesperophanes — род жуков-усачей из подсемейства настоящих усачей.

## Описание
Переднеспинка самки шаровидная, не уже надкрылий. Третий членик усиков на внутренней стороне и здесь с густой волосяной полоской. Лапки снизу с широкой гладкой срединной бороздкой. Надкрылья с крупными голыми точками, которые несут стоячие волоски.

## Систематика
В составе рода:
- Hesperophanes erosus Gahan, 1894
- Hesperophanes heydeni Baeckmann, 1923
- Hesperophanes pilosus Bodungen, 1908
- Hesperophanes pubescens (Haldeman, 1847)
- Hesperophanes sericeus (Fabricius, 1787)